# Ouzou
Émile Ouzou et Cie war ein französischer Hersteller von Automobilen.

## Unternehmensgeschichte
Das Unternehmen hatte seinen Sitz in Paris. Es gehörte zu Émel Cuzon et Cie. 1900 begann die Produktion von Automobilen. Werke befanden sich in Levallois-Perret und Poissy. Der Markenname lautete Ouzou. 1901 endete die Produktion. Das Unternehmen war unter Leitung von Emile Ouzou und Gustave Greterin noch bis zur Insolvenz am 12. Juni 1908 am Boulevard Pereire in Paris als Autowerkstatt und -handel tätig.

## Fahrzeuge
Im Angebot standen Kleinwagen mit einem Einzylindermotor. Der Motor leistete wahlweise 4 PS oder 6 PS. Diese Einbaumotoren lieferte das Unternehmen Soncin. Das Getriebe hatte drei Gänge. Die Motorleistung wurde mit einer Kette auf die Hinterachse übertragen. Die Höchstgeschwindigkeit lag bei 55 km/h. Das schwächere Modell bot Platz für zwei Personen, während das stärkere Modell wahlweise zwei oder drei Sitze hatte.